# گل‌فشان لوکباتان
گل‌فشان لوکباتان (به ترکی آذربایجانی: Lökbatan palçıq vulkanı) یک گل‌فشان در شبه‌جزیره آب‌شوران در نزدیکی شهر لوک‌باتان در قره‌داغ رایون از توابع شهر باکو، پایتخت جمهوری آذربایجان است. این گل‌فشان در سال ۱۹۷۷ میلادی و سپس در ۱۰ اکتبر ۲۰۰۱ هنگامی که شعله‌های بزرگی به بلندای ده‌ها متر تولید می‌کرد، فوران کرد. این گل‌فشان از سال ۱۹۹۸ به میراث جهانی یونسکو افزوده شده است.